# アル＝マワシ難民キャンプ襲撃事件 (2024年5月)
アル＝マワシ難民キャンプ襲撃事件（アル＝マワシなんみんキャンプしゅうげきじけん、英: Al-Mawasi refugee camp attack）は、2024年5月28日にイスラエル国防軍（以下IDF）が行ったとされる、難民キャンプへの攻撃。

## 解説
ガザ緊急援助隊によるとこの日、4発の戦車砲弾がラファフより西方にあるアル＝マワシの人道地帯にあったテント村を襲い、テント群を直撃、少なくとも21人（うち少なくとも12人は女性）が死亡、64人（うち10人が重体）が負傷したという。 この攻撃は、IDFが行っていたラファフ攻勢に伴いイスラエルが拡大人道地帯（expanded humanitarian zone）に指定した地域で発生し、パレスチナ市民は大挙して市外のテント村に避難することとなった。IDFはこの攻撃を行ったことを否定している。
なお、この攻撃の2日前となる5月26日には、テル・アル＝スルタンにあったUNRWA（国際連合パレスチナ難民救済事業機関）の難民キャンプが攻撃され、45～50人の市民が死亡したほか、4日前となる5月24日には、国際司法裁判所がイスラエルに対し、市民への危険を理由にラファフ攻勢を直ちに停止するよう法的拘束力のある命令を出していた。

## 前史
ハマース打倒を掲げるイスラエルからガザ地区退避令が出された後、ガザの多くの地域は市民の移動に伴って過疎化し、難民は主にガザ南方のラファフに移動していた。結果、ラファフは人口密集地となり、140万人以上の市民が避難していた（なお攻撃から1ヶ月ほど経過した同年7月1日には国連の上級人道復興調整官が、この避難民が190万人にまで増えたことを報告した。）。安全とされた、ラファフ西部を含むガザ地区南部の他の地域にも、推定950,000人の市民が避難した。一方、攻撃の4日前（5月24日）には、国際司法裁判所がイスラエルにラファフ攻勢の停止を命じたが、イスラエルはこの命令を別様に解釈し、作戦を継続した。また、攻撃の2日前となる5月26日には、テル・アル＝スルタンにあった国際連合パレスチナ難民救済事業機関の難民キャンプが攻撃され、45～50人の市民が死亡した（テル・アル＝スルタンの虐殺）。

## 攻撃
2024年5月28日、アル＝マワシの人道支援区域でテント群が砲撃された。ガザの緊急援助隊は、テントは戦車の砲撃を受けたと報告し、Wafaは、テントはイスラエルの空爆によるものだと伝えた。ガザ保健省によると、この砲撃で21人が死亡、64人が負傷した。ロイター通信も同日、IDFがラファフの避難所を再び攻撃し、21人が死亡したと報じた。アルジャジーラの記者Hind Khoudaryは、「いわゆる『安全区域』であるアル＝マワシへの空爆でイスラエルが殺害した21人のうち13人は、民間人の女性と少女だった」と報告した。攻撃後、パレスチナ赤新月社が運営するアル・クッズ野戦病院、国境なき医師団が支援する診療所、ワールド・セントラル・キッチンが運営する厨房など、ガザ地区のいくつかの援助団体が活動を閉鎖し、ガザ地区の他の地域への移転を余儀なくされた。ニューヨーク・タイムズは、この攻撃の爪痕を収めたビデオを公開した。また、パレスチナ人によると、同年6月13日にもアル＝マワシでイスラエル海軍のボートが重機関銃を乱射する襲撃事件が発生した。IDFは、「（アル＝）マワシ地区を攻撃していない」とする声明を出し、報道を否定した。

## 国際社会の反応
- フィンランド - エリナ・ヴァルトネン外相は、Xへの投稿で「ラファフからのイスラエル軍の攻撃で、小さな子供を含む数十人の民間人が死亡したというニュースに打ち拉がれている。フィンランドはイスラエルに対し、避難民の多いラファへの攻撃を控えるよう一貫して求めてきた。ICJの命令と国際人道法は、すべての当事者によって尊重されなければならない。」と述べた[18]。
- 国境なき医師団のクリス・ロックイヤー（Chris Lockyear）事務局長は声明で、「市民は虐殺されている。安全だと言われた地域に押し込まれたのに、容赦ない空爆と激しい戦闘にさらされている。」とした[26]。
- 19の援助団体は、「イスラエルによるラファフへの攻撃が激化するなか、ガザへの援助を予測不能な形で小出しにすることで、ガザ内のアクセスが改善されたかのようにみえるが、一方で実際の人道的対応は崩壊寸前である。」との共同声明を発表した[26][27][28]。